# Строцци, Пьеро
Пьеро Строцци, сеньор д’Эперне (итал. Piero Strozzi; 1510[…], Флоренция — 21 июня 1558, Тьонвиль) — флорентийский кондотьер на французской службе. По матери он приходился двоюродным братом Екатерине Медичи и благодаря родству с королевской фамилией стал маршалом Франции (1552). Он принимал участие практически во всех военных кампаниях, которые вела Франция в 1540-е и 1550-е годы.

## Биография
Отец будущего маршала Филиппо Строцци выстроил во Флоренции знаменитый палаццо Строцци. По матери Пьеро происходил от Козимо Медичи и Лоренцо Великолепного и потому на представителей младшей ветви Медичи, которая воцарилась во Флоренции, смотрел как на узурпаторов. Он воспитывался в одном доме с Екатериной Медичи, которая всегда видела в нём родного брата.
При Франциске I сеньор д’Эперне воевал на его стороне в Пьемонте. Во время обороны Сиенской республики от Медичи велел изгнать из города всех, кто не мог защищать его с оружием в руках. В 1557 году защищал папские владения от испанцев, отвоевал у них Остию и оборонял Рим. Погиб от выстрела аркебузы при осаде Тионвиля.
Его сын Филиппо Строцци был послан Екатериной Медичи во главе французского флота на помощь Антонио из Крату к Азорским островам, где сложил голову в морском сражении с испанцами (1582).
Имения маршала Строцци унаследовала дочь Кларисса, жена Онора I Савойского, графа Тенда и сеньора де Соммерива. Её жизнь романизирована мадам де Лафайет в повести «Графиня Тандская».